# 菅尾站
菅尾站（日语：／ Sugao eki */?）是位於大分縣豐後大野市三重町淺瀨，九州旅客鐵道（JR九州）的豐肥本線車站。

## 歷史
- 1921年（大正10年）3月27日：犬飼輕便線犬飼至三重町之間開通[2]，此站啟用。
- 1928年（昭和3年）12月2日：路線改名為豐肥本線[2]。
- 1962年（昭和37年）10月1日：終止貨物起卸業務[3]。
- 1966年（昭和41年）4月1日：成為業務委託車站[3]。
- 1983年（昭和58年）11月30日：南熊本站至下郡站之間CTC化，成為無人車站（簡易委託化）[3][4]。
- 1987年（昭和62年）4月1日：伴隨國鐵分割民營化，車站由九州旅客鐵道（JR九州）營運[5][6][7][2]。
- 2004年（平成16年）4月1日：終止簡易委託[1]。
- 2005年（平成17年）：翻新車站大樓[1]。
- 2017年（平成29年）
  - 9月17日：受到超強颱風泰利影響，阿蘇站至中判田站之間不能通行，車站暫停營業[8][9]。
  - 9月19日：中判田站至豐後竹田站之間安排代行的士運送[10][11]。
  - 10月2日：三重町站至中判田站之間重開[12]。

## 車站構造
車站是一座地面車站，設有2面2線的相對式月台，兩月台之間設有跨線橋連接。
在車站無人化後，繼續委托三重農協發售車票。在2004年（平成16年）3月尾後結束這服務。此站設置了自動售票機。

### 月台
| 月台 | 路線      | 上下行 | 方向               |
| ---- | --------- | ------ | ------------------ |
| 1    | ■豐肥本線 | 上行   | 豐後竹田、熊本方向 |
| 2    | ■豐肥本線 | 下行   | 大分方向           |

## 使用狀況
在2019年度，1日平均乘車人次為190人（比前年度多18人）。
| 乘車人次變化 | 乘車人次變化 |
| 年度         | 1日平均人次  |
| ------------ | ------------ |
| 2000         | 184          |
| 2001         | 168          |
| 2002         | 163          |
| 2003         | 161          |
| 2004         | 140          |
| 2005         | 141          |
| 2006         | 159          |
| 2007         | 162          |
| 2008         | 157          |
| 2009         | 169          |
| 2010         | 165          |
| 2011         | 160          |
| 2012         | 173          |
| 2013         | 185          |
| 2014         | 172          |
| 2015         | 190          |

## 車站周邊
車站出口50米處設有國道326號。車站周邊設有小規模商店和村落。
- 豐後大野市立菅尾小學
- 菅尾站前郵局
- 史蹟菅尾石佛（日语：菅尾磨崖仏）
- 市營菅尾團地
- 虹澗橋（日语：虹澗橋）
- 國道326號（日语：国道326号）

## 相鄰車站
九州旅客鐵道（JR九州）
■豐肥本線
三重町－菅尾－犬飼

## 注腳
1. 1 2 3 4 5 6 7  . 週刊朝日百科. 38号 大分駅・由布院駅・田主丸駅ほか. 朝日新聞出版. 2013-05-12: 25 （日语）.
2. 1 2 3 4 5  曾根悟（監修）. 朝日新聞出版分冊百科編集部（編集） , 编. . 週刊朝日百科. 27号・豊肥本線／久大本線. 朝日新聞出版. 2010-01-24: 14–15 （日语）.
3. 1 2 3  荘田啓介. . 大分合同新聞社. 1987.2: 313-314頁 （日语）.
4. 1 2 3  . 大分合同新聞（朝刊，縣南豐肥） (大分合同新聞社). 1983-11-30: 9 （日语）.
5. ↑  九州鉄道百年祭実行委員会・百年史編纂部会 (编).  初版. 九州旅客鉄道. 1988: 181 （日语）.
6. ↑  『交通年鑑 昭和63年版』 交通協力會，1988年3月。
7. ↑  今村都南雄 『民営化の效果と現実NTTとJR』 中央法規出版，1997年8月。ISBN 978-4805840863
8. ↑  台風18号に伴う、9月19日（火）の運転状況について　【9月19日3:30現在】PDF（日語） - 九州旅客鐵道（2017年9月19日發表，同日參閲）
9. ↑   (pdf) (新闻稿). 國土交通省. 2017-09-19  [2017-09-23]. （原始内容存档 (PDF)于2017-09-20） （日语）. 鉄道関係
10. ↑  鉄道代行輸送についてのご案内PDF-九州旅客鐵道（2017年9月19日，同日參閲）
11. ↑  . 大分合同新聞. 2017-09-19: 11（夕刊） （日语）.
12. ↑   (PDF). 九州旅客鉄道. 2017-09-29  [2017-10-01]. （原始内容 (PDF)存档于2017-09-30） （日语）.
13. ↑  大分縣統計年鑑

## 外部連結
- 菅尾（車站資訊） - 九州旅客鐵道（日語）